# Cat Ballou skjuter skarpt
Cat Ballou skjuter skarpt (engelska: Cat Ballou) är en amerikansk komisk westernmusikal från 1965 i regi av Elliot Silverstein. I huvudrollerna ses Jane Fonda och Lee Marvin. Filmen är baserad på romanen The Ballad of Cat Ballou av Roy Chanslor.

## Handling
Skollärarinnan Catherine "Cat" Ballou (spelad av Fonda) får sin far mördad av en yrkesmördare med karaktäristisk näsprotes av silver för att järnvägsbolaget vill åt hans land. Hon slår sig ihop med en samling laglösa och anlitar den nedsupne men mytomspunne revolvermannen Kid Shelleen (spelad av Marvin) för att ta upp striden.

## Om filmen
Lee Marvin vann en Oscar för sin dubbelroll som Kid Shelleen och Tim Strawn, mördaren med silvernäsan. En berömd scen i filmen är när den berusade Shelleen sitter till häst, och både häst och ryttare lutar sig mot en tegelvägg.
Delar av handlingen förmedlas genom två kringvandrande trubadurer, gestaltade av Nat King Cole och Stubby Kaye, som sjunger berättande i mellanscener.